# 台21線
台21線（たいにじゅういちせん）は、台中市天冷から南投県塔塔加に至る台湾省道であり、埔里から日月潭を経て大雁トンネルまでの区間を「中潭公路（ちゅうたんこうろ）」と称し、また、水里から塔塔加を経て陳有蘭溪までの区間を「水里玉山線（すいりぎょくざんせん）」と称していた。水里玉山線では、新中部横貫公路計画の一部である。
廃止前には、台21本線は南投県内では、信義郷の一部、嘉義県内では、阿里山郷の全区間を、高雄市内では、那瑪夏区の一部、かなりの区間が未開通である。全長は310.317km（未開通部分を含む）で15のタウンシップを通過する。
塔塔加 - 達卡奴瓦間は、2014年7月16日に廃止された。達卡奴瓦 - 汕尾間は同じ2014年7月16日に台29本線に編入され現存。

## 概要
- 全長：144.385Km（廃止区間・他線への編入区間を除く）
- 起点：台中市東勢区天冷（台8線の交差地点）
- 終点：南投県信義郷塔塔加（道路の終了及び台18線終点の相連地点）
- 経由地：

## 歴史
| 年 | 月日 | 事跡 |
| -- | ---- | ---- |

## 通過する自治体
- 台中市
  - 東勢区 - 新社区

- 南投県
  - 国姓郷 - 埔里鎮 - 魚池郷 - 水里郷 - 信義郷塔塔加

廃止区間：
( )内は起点からの営業キロ
- 南投県
  - 信義郷塔塔加(144.385) - 玉山口（?、旧称：新高口）
- 嘉義県
  - 阿里山郷
- 高雄市
  - 市界(?) - 那瑪夏区達卡努瓦(202.092)

他線への編入区間：
( )内は起点からの営業キロ
- 高雄市
  - 那瑪夏区達卡努瓦(198.0) - 林園区汕尾(310.317)

## 接続する道路
- 高速道路
  - 埔里IC

## 支線

### 甲線
南投県魚池郷の台21本線との交差点（ガソリンスタンド付近）を起点とし、同県同郷の頭社を終点とする支線である。全長21.031Km。「環潭公路」の別称である。